# Satyricon (album)
Satyricon – ósmy album studyjny norweskiej grupy blackmetalowej Satyricon. Wydawnictwo ukazało się 9 września 2013 roku w Europie. Natomiast w Ameryce Północnej nagrania trafiły do sprzedaży 17 września, tego samego roku. Płyta ukazała się nakładem wytwórni muzycznych Roadrunner Records, Nuclear Blast, Indie Recordings i Warner Music Japan.
Płyta uplasowała się m.in. na 1. miejscu norweskiej listy przebojów. Był to najlepszy wynik w historii notowań nagrań Satyricon na tamtejszej VG-Lista. Materiał był ponadto notowanych na listach sprzedaży w Niemczech, Finlandii, Szwecji, Austrii, Belgii, Stanach Zjednoczonych i Szwajcarii.
Nagrania zostały zarejestrowane wyłącznie z zastosowaniem urządzeń analogowych w Stabbur Studios w Leira i Propeller Studios w Oslo w Norwegii. Miksowanie odbyło się w Studio X w Sonoma County w Kalifornii w Stanach Zjednoczonych. Wszystkie utwory zostały wyprodukowane i napisane przez lidera zespołu Sigurda "Satyra" Wongravena. Wyjątek stanowi utwór "Phoenix", do którego tekst napisał norweski wokalista Sivert Høyem, znany z występów w zespole rocka alternatywnego Madrugada. Muzyk zaśpiewał również w tymże utworze. W pracach nad płytą uczestniczyli także m.in. mający w dorobku współpracę z zespołami Soundgarden i Pearl Jam laureat nagrody Grammy - Adam Kasper, który we współpracy z Wongravenem zmiksował wszystkie utwory, członek koncertowego składu Satyricon - Gildas Le Pape, który zagrał na gitarze basowej elektrycznej oraz Paul Logus, znany ze współpracy z takimi wykonawcami jak Jennifer Rush, czy Simply Red, który wykonał mastering. Sigurd "Satyr" Wongraven o albumie:

Jak dla mnie, brzmi to bardzo autentycznie, to materiał brzmiący bardzo naturalnie. W dobie cyfrowego nagrywania, gdzie muzykę przetwarza się komputerowo, analogowy klimat ulega zagubieniu, a moim zdaniem podrobić się go nie da. Mówiąc pod kątem muzyki, to płyta pełna nastrojowości, pełna życia. Jest też sporo niespodzianek i myślę, że będzie to album, który być może pomoże black metalowi znaleźć nową drogę rozwoju.

## Lista utworów
Opracowano na podstawie materiału źródłowego.
1. "Voice of Shadows" (muzyka: Sigurd "Satyr" Wongraven) - 02:35 (utwór instrumentalny)
2. "Tro og kraft" (muzyka i słowa: Sigurd "Satyr" Wongraven) - 06:01
3. "Our World, It Rumbles Tonight" (muzyka i słowa: Sigurd "Satyr" Wongraven) - 05:12
4. "Nocturnal Flare" (muzyka i słowa: Sigurd "Satyr" Wongraven) - 06:38
5. "Phoenix" (słowa: Sivert Høyem, muzyka: Sigurd "Satyr" Wongraven) - 06:32
6. "Walker upon the Wind" (muzyka i słowa: Sigurd "Satyr" Wongraven) - 04:58
7. "Nekrohaven" (muzyka i słowa: Sigurd "Satyr" Wongraven) - 03:12
8. "Ageless Northern Spirit" (muzyka i słowa: Sigurd "Satyr" Wongraven) - 04:43
9. "The Infinity of Time and Space" (muzyka i słowa: Sigurd "Satyr" Wongraven) - 07:47
10. "Natt" (muzyka: Sigurd "Satyr" Wongraven) - 03:34 (utwór instrumentalny)

Utwory dodatkowe
1. "Phoenix (Recording Session Rough Mix)" (słowa: Sivert Høyem, muzyka: Sigurd "Satyr" Wongraven) - 6:32
2. "Our World, It Rumbles Tonight (Deeper Low Mix)" (muzyka i słowa: Sigurd "Satyr" Wongraven) - 5:07
3. "Natt (Wet Mix)" (muzyka: Sigurd "Satyr" Wongraven) - 3:34 (utwór instrumentalny)

## Twórcy
Opracowano na podstawie materiału źródłowego.
| - Sigurd "Satyr" Wongraven - śpiew, gitara, instrumenty klawiszowe, gitara basowa, miksowanie, produkcja muzyczna - Kjetil-Vidar "Frost" Haraldstad - perkusja - Karl Oluf Wennerberg - instrumenty perkusyjne (5) - Erik Ljunggren - instrumenty klawiszowe - Kjetil Bjerkestrand - organy (10) - Sivert Høyem - śpiew (5) - Gildas Le Pape - gitara, gitara basowa - Sune Eriksen - zdjęcia |  | - Paul Logus - mastering - Adam Kasper - miksowanie - Sam Hoffstedt - inżynieria dźwięku - Nate Yaccino - inżynieria dźwięku - Jacob Dobewall - inżynieria dźwięku - Mike Hartung - inżynieria dźwięku - Erik Ljunggren - inżynieria dźwięku - Fredrik Melby - oprawa graficzna |

## Wydania
| Rok  | Nr katalogowy        | Format                     | Wytwórnia          | Region            | Źródło |
| ---- | -------------------- | -------------------------- | ------------------ | ----------------- | ------ |
| 2013 | INDIE121LP           | 2xLP, Album, Cle           | Indie Recordings   | Norwegia          | [ 12 ] |
| 2013 | CG64539LP            | 2xLP, Album                | Roadrunner Records | Holandia          | [ 12 ] |
| 2013 | RRCAR 7602-1         | 2xLP, Album                | Roadrunner Records | Niemcy            | [ 12 ] |
| 2013 | INDIE121LPC          | 2xLP, Album, Ltd           | Indie Recordings   | Skandynawia       | [ 12 ] |
| 2013 | INDIE121LP           | 2xLP, Album, Ltd, Mix      | Indie Recordings   | Norwegia          | [ 12 ] |
| 2013 | NBE 3180-1           | 2xLP, Album, Ltd, Num, Sil | Nuclear Blast      | Niemcy            | [ 12 ] |
| 2013 | NBE 3180-1           | 2xLP, Album, Ltd, Ora      | Nuclear Blast      | Niemcy            | [ 12 ] |
| 2013 | NBE 3180-1/NB 3237-1 | 2xLP, Lim                  | Nuclear Blast      | Stany Zjednoczone | [ 12 ] |
| 2013 | NBE 3180-1           | 2xLP, Ltd, Num, Gre        | Nuclear Blast      | Niemcy            | [ 12 ] |
| 2013 | NBE 3180-1           | 2xLP, Ltd, Num, whi        | Nuclear Blast      | Niemcy            | [ 12 ] |
| 2013 | INDIE121LP           | 2xLP, Ltd, red             | Indie Recordings   | Skandynawia       | [ 12 ] |
| 2013 | NBE 3180-2           | CD                         | Nuclear Blast      | Stany Zjednoczone | [ 12 ] |
| 2013 | WPCR-15199           | CD, Album                  | Warner Music Japan | Japonia           | [ 12 ] |
| 2013 | RR7602-2             | CD, Album                  | Roadrunner Records | Stany Zjednoczone | [ 12 ] |
| 2013 | INDIE121CDL          | CD, Album, Ltd, Dig        | Indie Recordings   | Skandynawia       | [ 12 ] |
| 2013 | RR7602-5             | CD, Album, Ltd, Dig        | Roadrunner Records | Europa            | [ 12 ] |

## Pozycje na listach
| Lista                          | Kraj              | Pozycja |
| ------------------------------ | ----------------- | ------- |
| Ultratop                       | Belgia (Flandria) | 108     |
| Ultratop                       | Belgia (Walonia)  | 148     |
| VG-Lista                       | Norwegia          | 1       |
| Media Control Charts           | Niemcy            | 38      |
| Suomen virallinen lista        | Finlandia         | 6       |
| Sverigetopplistan              | Szwecja           | 18      |
| Ö3 Austria Top 40              | Austria           | 36      |
| SNEP                           | Francja           | 132     |
| Schweizer Hitparade            | Szwajcaria        | 47      |
| Billboard Top Hard Rock Albums | Stany Zjednoczone | 20      |
| Billboard Heatseekers Albums   | Stany Zjednoczone | 12      |